# Карловацка жупания
Карловацката жупания e разположена в Централна Хърватия. Заема площ от 3622 км². Главен град на жупанията е Карловац. Други по-големи градове са: Дуга Реса, Огулин, Слун и Озал. Карловацката жупания е съставена от 17 общини.

## Население
Според преброяването през 2011 година Карловацката жупания има 128 899 души население. Според националната си принадлежност населението на жупанията има следния състав:
- хървати – 86,1 %
- сърби – 10,4 %
- бошняци – 0,8 %